# Renārs Kaupers
Renārs Kaupers, född  1 september 1974 i Jelgava, Lettland är en lettisk sångare och kompositör. 
Renārs Kaupers är mest känd som sångare och frontfigur i den lettiska musikgruppen Brainstorm, som bland annat tog en tredje plats i Eurovision Song Contest 2000 med låten "My Star". För den internationella publiken kallar sig Kaupers Reynard Cowper. Förutom att vara en uppmärksammad sångare i Lettlands mest kända band har Kaupers hunnit medverka i några lettiska långfilmer. I Eurovision Song Contest 2003 var han programledare tillsammans med sångerskan Marija Naumova som vunnit åt Lettland året före. Hösten 2005 var han programledare för Eurovision Song Contests jubileumsprogram Congratulations.